# Elektronové dělo

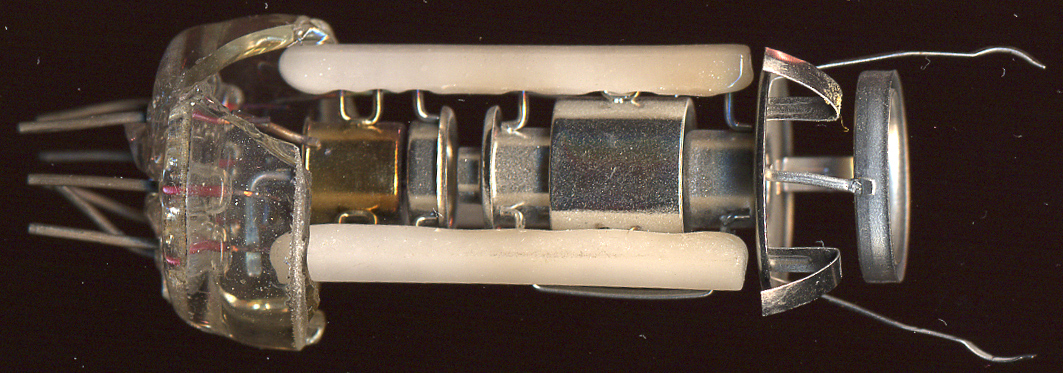
Elektronové dělo z monochromatické CRT obrazovky

Elektronové dělo nebo také elektronová tryska je elektronická součást elektronek. Produkuje úzký tok elektronů. Největšího rozšíření se dočkal u CRT obrazovek. Elektronová děla je také možné nalézt v klystronech, permaktronech, gyrotronech i u jiných typů elektronek. Také jsou součástí některých měřících přístrojů (osciloskopy). Lze se s nimi setkat i u vědeckých přístrojů, například u elektronových mikroskopů a urychlovačů částic.